# Ключ від спальні
«Ключ від спальні» (рос. «Ключ от спальни») — російський художній фільм-кінокомедія Ельдара Рязанова, знятий в 2003 році (у зв'язку з 300-річчям Санкт-Петербурга) за однойменним фарсом Жоржа Фейдо, дія якого перенесена в Росію початку XX століття.

## Сюжет
Любовний трикутник: у Аглаю закоханий професор-орнітолог Марусин, але вона не відповідає йому взаємністю, оскільки одружена з артилеристом і має багатого коханця. Чоловік не здогадується про її зраду. І ось, у якийсь момент коханці втрачають обережність.

## У ролях
- Євгенія Крюкова — Аглая
- Наталія Щукіна — Софі
- Сергій Маковецький — Іваницький
- Микола Фоменко — Вахлаков
- Володимир Симонов — чоловік Аглаї, капітан артилерії у відставці
- Сергій Безруков — Марусин, професор орнітології
- Леонід Тимцуник — Тургін, дантист
- Федір Чеханков — Захарич, слуга в будинку Софі
- Олександр Пашутін — Степан, лакей
- Андрій Толубєєв — пристав
- Сергій Фролов — гавкаючий візник
- Ольга Васильєва — Марфа
- Ельдар Рязанов — поліцмейстер
- Левон Оганезов — тапер
- Андрій Краско — солдат
- Максим Заусалін — перехожий